# Sagada
Sagada é um município de  quinta classe de renda municipal (d) na província Província da Montanha, nas Filipinas. De acordo com o censo de 1 de maio  de  2020 possui uma população de 11 510 pessoas e 2 798 domicílios.

## Barangays
Sagada tem 19 Barangays, aqui está a lista
- Aguid
- Ambasing
- Angkileng
- Antadao
- Balugan
- Bangaan
- Dagdag
- Demang
- Fidelisan
- Kilong
- Madongo
- Patay (Poblacion)
- Pide
- Nacagang
- Suyo
- Taccong
- Tanulong
- Tetep-an Norte
- Tetep-an Sur